# Arnold Christensen
Arnold Christensen, född 7 april 1864 i Köpenhamn, död 12 april 1918 i Köpenhamn, var en dansk skådespelare.

## Biografi
Christensen var elev till Erharth och Carl Wulff, och debuterade i Ålborg hos Carl Henriksen som Sylvain i En lille Hex den 1 september 1885. Han reste på turnéer i landsorten och Norge fram till 1895, och var sedan vid Nørrebros Teater 1895–1898 och vid Casino från 1898. Han spelade också på Dagmarteatret.
Bland Arnold Christensens över 400 teaterroller märks bland andra huvudrollen i Charleys Tant, Bob i Kapten Grants barn, Fix i Jorden runt på 80 dagar, överstelöjtnant Storm i Pigernes Jens, Ajax i Sköna Helena, Delicat i Den rika bagerskan, Generaldirektören i Frånskilda frun, Kanslisten i Landsoldaten, Engelsmannen i Miss Helyett.
Christensen medverkade under 1910-talet i några stumfilmer, först i Sverige och sedan i Danmark.

## Familj
Christensen var son till budet i konungens civillista Hans Christensen (död 1895) och dennes hustru Ane Marie, född Petersen (död 1864). Han var gift första gången med skådespelerskan Augusta Fredriksen, och andra gången med dansösen Agnes Louise Olivia Nyrop-Christensen.

## Filmografi
Enligt Den Danske Film Database och Svensk Filmdatabas:
- 1911 – Spionen
- 1912 – Anförtrodda medel
- 1912 – Helvetesmaskinen eller Den Röda hanen
- 1913 – Luftskipperen
- 1914 – Min ven Levy
- 1917 – H.P. hænger på'en